# Canton de Fontenay-Trésigny
Le canton de Fontenay-Trésigny est une circonscription électorale française du département de Seine-et-Marne créée par le décret du 18 février 2014. Elle tient lieu de circonscription d'élection des conseillers départementaux et entre en vigueur lors des premières élections départementales suivant la publication du décret.

## Historique
Un nouveau découpage territorial de Seine-et-Marne entre en vigueur à l'occasion des premières élections départementales suivant le décret du 18 février 2014. Les conseillers départementaux sont, à compter de ces élections, élus au scrutin majoritaire binominal mixte. Les électeurs de chaque canton élisent au Conseil départemental, nouvelle appellation du Conseil général, deux membres de sexe différent, qui se présentent en binôme de candidats. Les conseillers départementaux sont élus pour 6 ans au scrutin binominal majoritaire à deux tours, l'accès au second tour nécessitant 12,5 % des inscrits au 1er tour. En outre la totalité des conseillers départementaux est renouvelée. Ce nouveau mode de scrutin nécessite un redécoupage des cantons dont le nombre est divisé par deux avec arrondi à l'unité impaire supérieure si ce nombre n'est pas entier impair, assorti de conditions de seuils minimaux. En Seine-et-Marne, le nombre de cantons passe ainsi de 43 à 23.
Le canton de Fontenay-Trésigny est formé de communes des anciens cantons de Rozay-en-Brie (16 communes), de Tournan-en-Brie (6 communes), de Brie-Comte-Robert (7 communes), de Coulommiers (3 communes) et de Nangis (1 commune). Avec ce redécoupage administratif, le territoire du canton s'affranchit des limites d'arrondissements, avec 17 communes incluses dans l'arrondissement de Provins et 13 dans l'arrondissement de Melun. Le bureau centralisateur est situé à Fontenay-Trésigny.

## Représentation
| Période élective | Période élective | Mandat | Mandat   | Identité             | Nuance | Nuance | Qualité |
| ---------------- | ---------------- | ------ | -------- | -------------------- | ------ | ------ | --- |
| 2015             | 2021             | 2015   | 2018     | Jean-Jacques Barbaux |        | LR     | Proviseur retraité Président du Conseil départemental de Seine-et-Marne (2015 → 2018) Conseiller général de Rozay-en-Brie (1998 → 2015) Maire de Neufmoutiers-en-Brie (1989 → 2015) Décédé en fonction                   |
| 2015             | 2021             | 2015   | 2021     | Daisy Luczak         |        | LR     | Exploitante agricole et responsable achats des PMI Maire de Courquetaine (2014 → ) Vice-présidente du conseil départemental de Seine-et-Marne (2017 → ) Vice-présidente de la CC Brie des rivières et châteaux (2017 → ) |
| 2015             | 2021             | 2018   | 2021     | Jean-Marc Chanussot  |        | LR     | Chef d'entreprise Maire de Grisy-Suisnes (2001 → ) Vice-président de la CC Brie des rivières et châteaux (2017 → ) |
| 2021             | 2028             | 2021   | en cours | Jean-Marc Chanussot  |        | LR     | Chef d'entreprise Maire de Grisy-Suisnes (2001 → ) Vice-président de la CC Brie des rivières et châteaux (2017 → ) |
| 2021             | 2028             | 2021   | en cours | Daisy Luczak         |        | LR     | Exploitante agricole et responsable achats des PMI Maire de Courquetaine (2014 → ) Vice-présidente du conseil départemental de Seine-et-Marne (2017 → ) Vice-présidente de la CC Brie des rivières et châteaux (2017 → ) |

### Résultats détaillés

#### Élections de mars 2015
À l'issue du 1er tour des élections départementales de 2015, deux binômes sont en ballottage : Jean-Jacques Barbaux et Daisy Luczak (UMP, 38,11 %) et Bruno Algré et Laure Le Roux (FN, 38,09 %). Le taux de participation est de 47,58 % (16 304 votants sur 34 267 inscrits) contre 44,94 % au niveau départemental et 50,17 % au niveau national.
Au second tour, Jean-Jacques Barbaux et Daisy Luczak (UMP) sont élus avec 60,17 % des suffrages exprimés et un taux de participation de 47,96 % (9 113 voix pour 16 436 votants et 34 267 inscrits).

#### Élections de juin 2021
Le premier tour des élections départementales de 2021 est marqué par un très faible taux de participation (33,26 % au niveau national). Dans le canton de Fontenay-Trésigny, ce taux de participation est de 27,88 % (10 112 votants sur 36 275 inscrits) contre 27,81 % au niveau départemental. À l'issue de ce premier tour, deux binômes sont en ballottage : Jean-Marc Chanussot et Daisy Luczak (LR, 44,32 %) et Christophe Gay et Laura Lucchini (RN, 31,74 %).
Le second tour des élections est marqué une nouvelle fois par une abstention massive équivalente au premier tour. Les taux de participation sont de 34,36 % au niveau national, 30,02 % dans le département et 30,35 % dans le canton de Fontenay-Trésigny. Jean-Marc Chanussot et Daisy Luczak (LR) sont élus avec 66,81 % des suffrages exprimés (6 704 voix pour 11 005 votants et 36 262 inscrits),,.

## Composition
Le canton de Fontenay-Trésigny comprend trente-trois communes entières.
| Nom                                       | Code Insee | Intercommunalité                 | Superficie (km2) | Population (dernière pop. légale) | Densité (hab./km2) | Modifier                                    |
| ----------------------------------------- | ---------- | -------------------------------- | ---------------- | --------------------------------- | ------------------ | ------------------------------------------- |
| Fontenay-Trésigny (bureau centralisateur) | 77192      | CC du Val Briard                 | 22,12            | 5 887 (2022)                      | 266                | modifier les données · modifier les données |
| Bernay-Vilbert                            | 77031      | CC du Val Briard                 | 16,92            | 991 (2022)                        | 59                 | modifier les données · modifier les données |
| La Chapelle-Iger                          | 77087      | CC du Val Briard                 | 8,73             | 191 (2022)                        | 22                 | modifier les données · modifier les données |
| Les Chapelles-Bourbon                     | 77091      | CC du Val Briard                 | 6,42             | 464 (2022)                        | 72                 | modifier les données · modifier les données |
| Châtres                                   | 77104      | CC du Val Briard                 | 15,13            | 712 (2022)                        | 47                 | modifier les données · modifier les données |
| Chaumes-en-Brie                           | 77107      | CC Brie des Rivières et Châteaux | 20,07            | 3 452 (2022)                      | 172                | modifier les données · modifier les données |
| Coubert                                   | 77127      | CC Brie des Rivières et Châteaux | 8,36             | 1 942 (2022)                      | 232                | modifier les données · modifier les données |
| Courpalay                                 | 77135      | CC du Val Briard                 | 14,56            | 1 497 (2022)                      | 103                | modifier les données · modifier les données |
| Courquetaine                              | 77136      | CC Brie des Rivières et Châteaux | 7,82             | 187 (2022)                        | 24                 | modifier les données · modifier les données |
| Crèvecœur-en-Brie                         | 77144      | CC du Val Briard                 | 9,19             | 450 (2022)                        | 49                 | modifier les données · modifier les données |
| Dammartin-sur-Tigeaux                     | 77154      | CA Coulommiers Pays de Brie      | 9,04             | 1 268 (2022)                      | 140                | modifier les données · modifier les données |
| Évry-Grégy-sur-Yerre                      | 77175      | CC Brie des Rivières et Châteaux | 19,12            | 3 236 (2022)                      | 169                | modifier les données · modifier les données |
| Faremoutiers                              | 77176      | CA Coulommiers Pays de Brie      | 10,93            | 3 035 (2022)                      | 278                | modifier les données · modifier les données |
| Grisy-Suisnes                             | 77217      | CC Brie des Rivières et Châteaux | 18,34            | 2 848 (2022)                      | 155                | modifier les données · modifier les données |
| Guérard                                   | 77219      | CA Coulommiers Pays de Brie      | 19,80            | 2 669 (2022)                      | 135                | modifier les données · modifier les données |
| La Houssaye-en-Brie                       | 77229      | CC du Val Briard                 | 12,43            | 1 703 (2022)                      | 137                | modifier les données · modifier les données |
| Limoges-Fourches                          | 77252      | CA Melun Val de Seine            | 7,96             | 599 (2022)                        | 75                 | modifier les données · modifier les données |
| Lissy                                     | 77253      | CA Melun Val de Seine            | 6,85             | 343 (2022)                        | 50                 | modifier les données · modifier les données |
| Liverdy-en-Brie                           | 77254      | CC du Val Briard                 | 9,12             | 1 366 (2022)                      | 150                | modifier les données · modifier les données |
| Lumigny-Nesles-Ormeaux                    | 77264      | CC du Val Briard                 | 36,30            | 1 482 (2022)                      | 41                 | modifier les données · modifier les données |
| Marles-en-Brie                            | 77277      | CC du Val Briard                 | 12,78            | 1 889 (2022)                      | 148                | modifier les données · modifier les données |
| Mortcerf                                  | 77318      | CC du Val Briard                 | 17,84            | 1 405 (2022)                      | 79                 | modifier les données · modifier les données |
| Neufmoutiers-en-Brie                      | 77336      | CC du Val Briard                 | 15,90            | 1 277 (2022)                      | 80                 | modifier les données · modifier les données |
| Ozouer-le-Voulgis                         | 77352      | CC Brie des Rivières et Châteaux | 11,30            | 2 002 (2022)                      | 177                | modifier les données · modifier les données |
| Pécy                                      | 77357      | CC du Val Briard                 | 21,07            | 844 (2022)                        | 40                 | modifier les données · modifier les données |
| Le Plessis-Feu-Aussoux                    | 77365      | CC du Val Briard                 | 5,59             | 606 (2022)                        | 108                | modifier les données · modifier les données |
| Pommeuse                                  | 77371      | CA Coulommiers Pays de Brie      | 12,80            | 3 039 (2022)                      | 237                | modifier les données · modifier les données |
| Presles-en-Brie                           | 77377      | CC du Val Briard                 | 17,39            | 2 342 (2022)                      | 135                | modifier les données · modifier les données |
| Rozay-en-Brie                             | 77393      | CC du Val Briard                 | 3,17             | 2 840 (2022)                      | 896                | modifier les données · modifier les données |
| Soignolles-en-Brie                        | 77455      | CC Brie des Rivières et Châteaux | 10,77            | 2 024 (2022)                      | 188                | modifier les données · modifier les données |
| Solers                                    | 77457      | CC Brie des Rivières et Châteaux | 6,28             | 1 284 (2022)                      | 204                | modifier les données · modifier les données |
| Vaudoy-en-Brie                            | 77486      | CC du Val Briard                 | 26,98            | 881 (2022)                        | 33                 | modifier les données · modifier les données |
| Voinsles                                  | 77527      | CC du Val Briard                 | 28,44            | 573 (2022)                        | 20                 | modifier les données · modifier les données |
| Canton de Fontenay-Trésigny               | 7708       |                                  | 469,52           | 55 328 (2022)                     | 118                | modifier les données                        |

## Démographie
En 2022, le canton comptait 55 328 habitants, en évolution de +7,56 % par rapport à 2016 (Seine-et-Marne : +3,92 %, France hors Mayotte : +2,11 %).
| 2013   | 2018   | 2022   |
| ------ | ------ | ------ |
| 50 105 | 52 610 | 55 328 |